# Фаринья, Мими
Маргарита Мими Баэз Фаринья (30 апреля 1945 — 18 июля 2001) - американская певица, автор песен и активистка. Была младшей из трех дочерей в семье шотландки и Альберта Баэза, физика мексикано-американского происхождения. Она была женой музыканта и писателя Ричарда Фариньи и младшей сестрой певицы и активистки Джоан Баэз.

## Карьера

### Ранние годы
Отец Фариньи был физиком, он работал в Стэнфордском университете, а также Массачусетском технологическом институте. Семья часто переезжала в связи с его работой по разным штатам США, а также зарубеж. Мими увлекалась танцами и музыкой, а потом стала играть на гитаре, присоединившись к возрождению американского фолк-ривайвла 1960-х годов.
Со своим будущим мужем, писателем, музыкантом и композитором Ричардом Фаринья, она познакомилась в 1963 году, когда ей было 17 лет. А в возрасте 18 лет вышла за него замуж, церемония бракосочетания прошла в Париже. Пара совместно работала над рядом известных фолк-альбомов: «Celebrations for a Gray Day» (1965 год), "Reflections in a Crystal Wind " (1966 год), в частности 2 этих альбома были записаны на студии «Vanguard Records». Ричард Фаринья погиб в аварии на мотоцикле в 1966 году, трагедия произошла в день двадцать первого дня рождения Мими. После чего она переехала в Сан-Франциско, где построила блистательную карьеру певицы, автора песен, модели, актрисы и активистки. Она выступала на различных фестивалях и в ночных клубах в области залива Сан-Франциско, в том числе «Big Sur Folk Festivals», «The Matrix» и «The Hungry i». Мими недолго исполняла несколько композиций совместно с рок-группой «Only Alternative and His Other Possibilities». В 1967 году Фаринья присоединилась к труппе сатирических комедий под названием «The Committee». В этом же году она и ее сестра Джоан Баез были арестованы во время участия в мирной демонстрации. Их обеих временно поместили в тюрьму «Santa Rita» в Дублине. В 1968 году Мими вышла замуж за Милана Мелвина. Она продолжала выступать и гастролировать, иногда записывая новые композиции со своей сестрой Джоан или фолк-исполнителем Томом Янсом, с последним в 1971 году она записала альбом под названием «Take Heart». В этом же году Мими развелась с Миланом.
Одна из написаных ею песен, «In the Quiet Morning», была записана и выпущена ее сестрой в 1972 году на альбоме «Come from the Shadows». Эта композиция также была включена в ряд сборников, в том числе в «Величайшие хиты Джоан Баэз».
В 1973 году Мими сопровождала свою сестру и Би Би Кинга во время их выступления для заключенных в тюрьме Синг Синг. Эти гастроли и ее арест в 1967 году привели ее к желанию сделать больше для тех, кто содержится в учреждениях временного содержания.

## Хлеб и розы
В 1974 году Фаринья основала некоммерческую организацию «Bread and Roses» («Хлеб и розы»), миссией которой было обеспечить бесплатную музыку и развлечения в учреждениях: тюрьмах, больницах, учреждениях для несовершеннолетних и домах престарелых. Сначала организация сотрудничала с заведениями в районе залива Сан-Франциско, но позже она вышла на национальный уровень. Организация до сегодняшних дней процветает, проводя около 500 шоу в год. Свое название она получила в честь одноименного стихотворения Джеймса Оппенгейма 1911 года, «Bread and Roses», которое обычно ассоциируется с забастовкой рабочих-швейников 1912 года в Лоренсе, штат Массачусетс.
Фаринья продолжала выступать, в 1985 году выпустила новый альбом, но большую часть своего времени она уделяла работе «Хлеба и роз». В конце 1980-х она объединилась с Питом Сирсом для организации и проведения различных благотворительных и протестных концертов. Большое количество концертов было посвящено вопросам прав человека в Центральной Америке, особенно поддерживаемым США гражданским войнам в Гватемале и Сальвадоре. Однажды они устроили концерт на заброшенных железнодорожных путях возле Центра военно-морского оружия Конкорд в Калифорнии. Окруженные военной полицией, Фаринья и Сирс разыграли шоу для людей, протестующих против поставки американского оружия правительственным войскам в Сальвадоре.
В 1986 году у Фариньи появилось время на то, чтобы записать свой сольный альбом «Mimi Fariña Solo».
Фаринья использовала свои связи с сообществом фолк-исполнителей, чтобы привлечь внимание к организации «Хлеб и розы». Среди них были Пит Сигер, Пол Уинтер, Одетта Холмс, Джуди Коллинз, Тадж Махал, Лили Томлин, Карлос Сантана и Бонни Рэйтт. За 2000 года «Хлеб и розы» пригласили исполнителей более чем на 500 выступлений в 82 учреждениях.

## Смерть и наследие
18 июля 2001 года Фаринья умерла от нейроэндокринного рака в своем доме в Калифорнии, ей было 56 лет. Прощальная панихида прошла 7 августа в соборе Грейс в Сан-Франциско. На ней присутствовало 1200 человек, с речами выступили Джоан Баэз, Пол Либератор и Лана Северн.
Жизнь Мими Фаринья частично описана в книге Дэвида Хайду «Positively 4th Street». Ее также упоминают в романе Армистеда Мопена «Tales of the City», действие которого происходит в Сан-Франциско в 1970-х годах. Мими появляется в эпизодической роли в мини-сериале 1993 года, который был основан на романе.
Она также появляется в документальном фильме 2012 года «Greenwich Village: Music That Defined a Generation».